# Châtelneuf, Loire
Châtelneuf är en kommun i departementet Loire i regionen Auvergne-Rhône-Alpes i centrala Frankrike. Kommunen ligger i kantonen Saint-Georges-en-Couzan som tillhör arrondissementet Montbrison. År 2022 hade Châtelneuf 354 invånare.

## Befolkningsutveckling
Antalet invånare i kommunen Châtelneuf
| Referens: INSEE |